# هوتيوك
الهوتيوك (بالإنجليزية: Hotteok) ويسمى أحيانًا هويدوك، وهو نوع من الفطائر المحشوة التي تُعد من أشهر أطعمة الشارع الشعبية في كوريا الجنوبية. نشأت في عهد أسرة تشينغ، وجٌلبت لأول مرة إلى كوريا الجنوبية خلال القرن التاسع عشر.

## التحضير

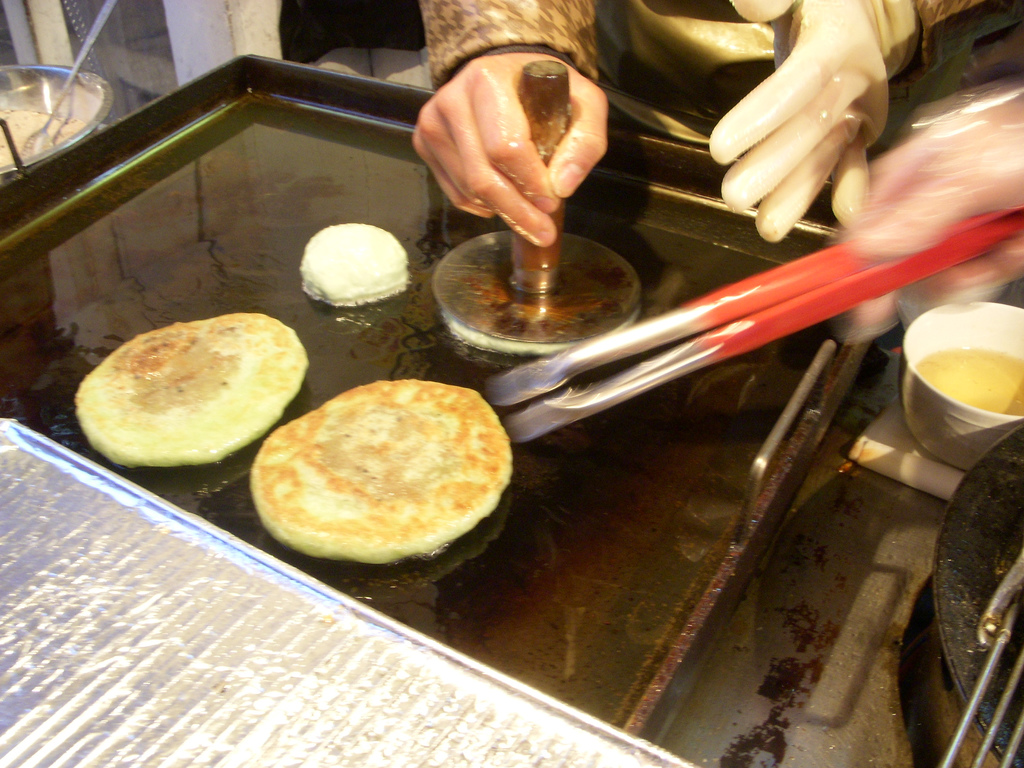
طريقة صُنع الهوتيوك.

تُصنع عجينة الهوتيوك من دقيق القمح، والماء، والحليب، والسكر والخميرة. تُترك العجينة لترتاح لعدة ساعات. تُحشى بحجم قبضة اليد وتكون صلبة، قد يحتوي على السكر البني والعسل والفول السوداني المفروم والجوز والقرفة. توضع بعد ذلك على صينية مدهونة بالزبدة، وتُضغط بشكل مسطح على شكل دائرة كبيرة، ويتم ذلك باستخدام دائرة من الفولاذ المقاوم للصدأ ومقبض خشبي أثناء الطهي. 
في كوريا الجنوبية، يتوفر مزيج الهوتوك الجاف الجاهز تجارياً في عبوات بلاستيكية. ويأتي الخليط أيضًا مع حشوة مكونة من السكر البني والفول السوداني المطحون أو بذور السمسم.

## التاريخ
يرتبط الهوتيوك ارتباطًا وثيقًا بطريق الحرير، حيثُ نشأت الأطعمة المرتبطة بدقيق القمح. يُعتقد عمومًا أن التجار الذين هاجروا إلى كوريا واستقروا فيها في أواخر القرن التاسع عشر صنعوا وباعوها بأسعار رخيصة، مما ساعد في نشر الطبق في جميع أنحاء كوريا. ويقال إن تجار الذين دخلوا كوريا أثناء حادثة إيمو لم يعودوا إلى وطنهم حتى بعد تدمير بلادهم، بل فتحوا مطاعم وباعو الطعام لكسب العيش، وكان أحدهم هوتوك.
على عكس الفطائر الكورية الأخرى، والتي غالبًا ما تحتوي على حشوات لحوم لذيذة، عادةً ما يتم حشوها بحشوات حلوة، لتناسب الأذواق المطبخية الكورية.

## الأصناف

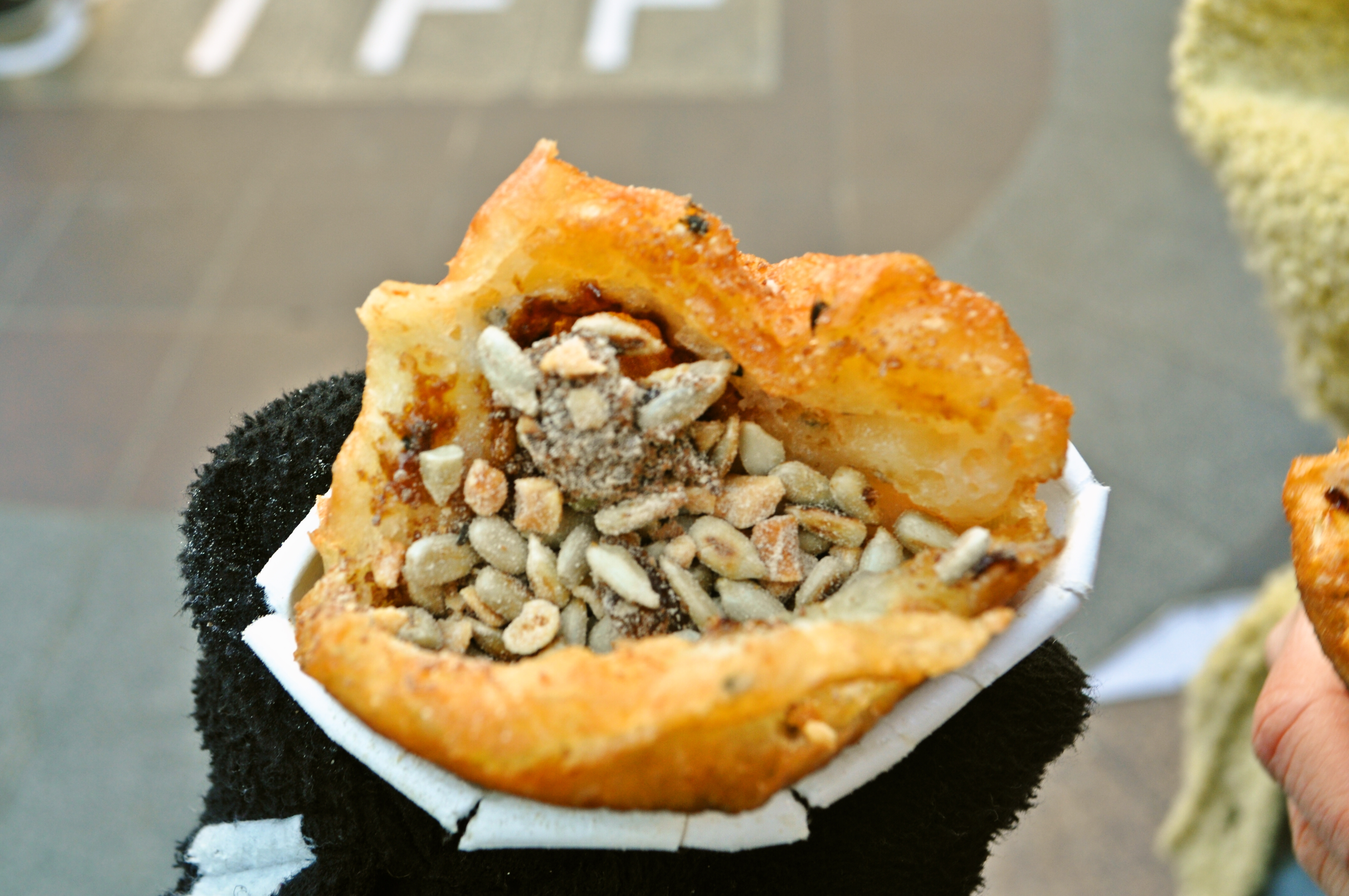
هوتيوك مملوء بمجموعة متنوعة من البذور

تغيرت الأنواع باستمرار على الرغم من أن الكثير يفضلون الحشوة التقليدية بالقرفة والفول السوداني. وقد تطورت العديد من الاختلافات منذ أوائل القرن الحادي والعشرين، مثل هوتيوك الشاي الأخضر، وهوتيوك بوكبونجا الوردي، وهوتيوك الذرة ، وهوتيوك البيتزا والمزيد. إلى جانب ذلك، يبيع العديد من البائعين الآن ياتشاي هوتيوك المصنوع من جابتشاي والخضروات.  يتم تطوير وبيع منتجات المنتجة تجاريا من قبل شركات مثل ساميانج و أوتوجي وسي جي. هذه المنتجات مصممة لتُطهى في المنزل.

## التغذية
يُحضر طبق الهوتيوك عادة خلال فصل الشتاء؛ بسبب مُحتواه العالي من السكر، قد تحتوي الحصة الواحدة منهُ على ما يصل إلى 230 سعرة حرارية.